# 브로드웨이역 (BMT 애스토리아선)
브로드웨이(Broadway)역은 뉴욕 지하철 BMT 애스토리아선의 역이다. 퀸스 애스토리아 브로드웨이 31번가 위에 위치한 이 역은 주간 W열차와 상시 N열차 운행한다.

## 역사
이 역은 1917년 2월 1일 IRT 퀸즈보로선, 지금의 IRT 플러싱선이 원래 IRT의 일부였던 애스토리아선의 나머지 구간과 함께 개통되었다. 열차는 그랜드 센트럴과 애스토리아 사이를 운행했다. 1917년 7월 23일, 고가 IRT 2번로선의 퀸즈보로교가 개통되었다. 당시 퀸즈보로 플라자로 가는 모든 고가 열차는 애스토리아선을 이용했고, 모든 지하철은 코로나 선을 이용했지만, 이는 나중에 지선 간에 교대하는 열차로 바뀌었다. 이 역은 1923년 4월 8일부터 고가 차량을 이용한 BMT 셔틀이 운행하기 시작했다.
1949년 10월 17일, 퀸즈보로 플라자역의 선로가 통합되고 애스토리아선의 승강장이 축소되어 BMT 열차를 통해 운행할 수 있게 되면서 애스토리아선은 BMT 전용선이 되었다. 운행은 처음에는 브라이튼 완행(BMT 1) 평일 & 브로드웨이-4번로 완행(BMT 2)을 전시간 운행했다.

### 역 개조

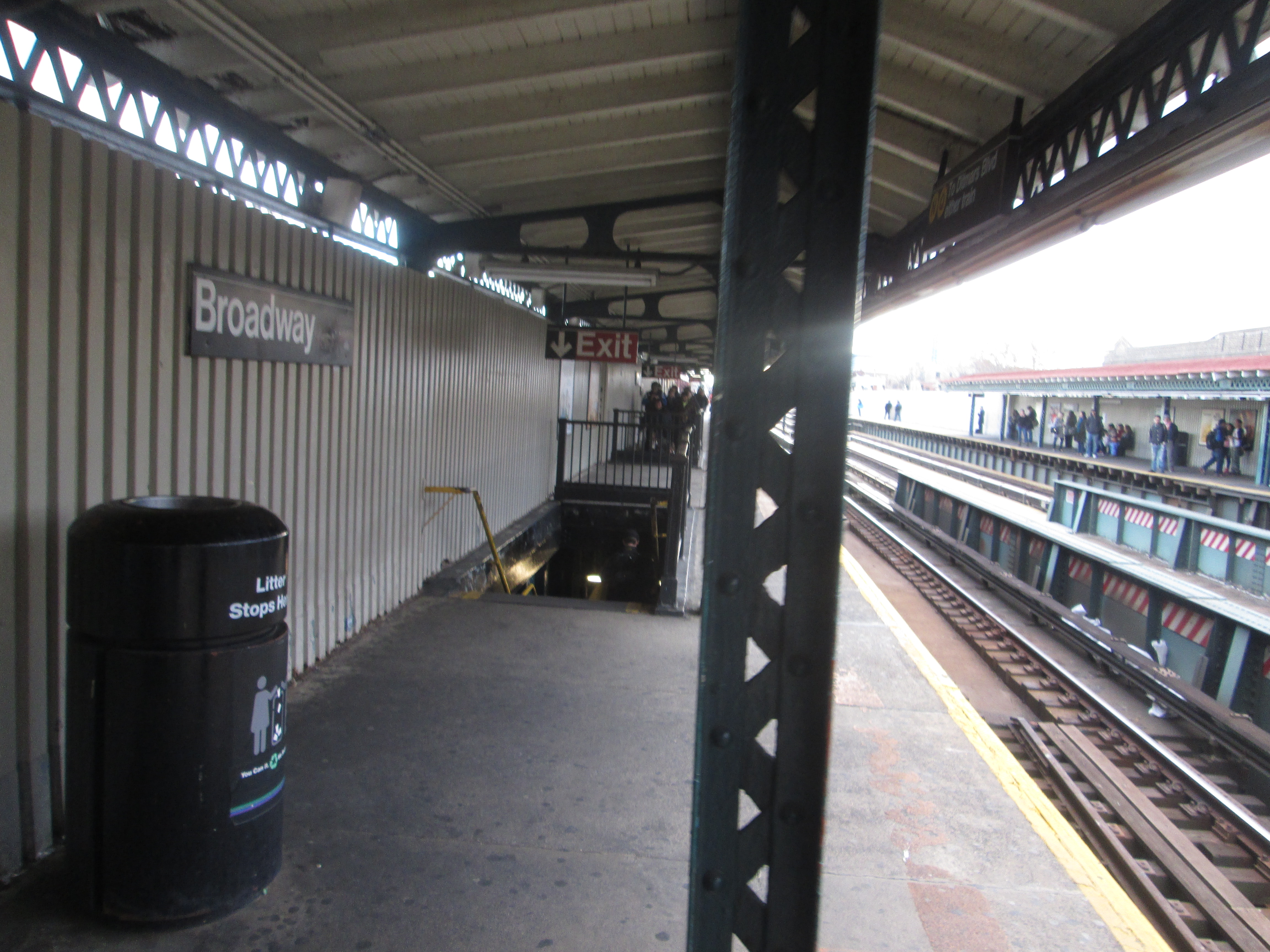
개조전의 승강장

이 역의 승강장은 애스토리아선의 다른 6개 역과 함께 1950년에 10량 편성 열차를 수용할 수 있도록 610 피트 (190 m)까지 연장되었다.:23 이 프로젝트의 비용에 $863,000가 들었다. 승강장 확장을 고려하여 노선의 신호도 수정해야 했다.:633, 729
2015-2019 MTA Capital Plan에 따르면, 이 역은 강화된 역 구상의 일환으로 전면적인 점검을 거쳤으며, 몇 개월 동안 완전히 폐쇄되었다. 셀룰러 서비스, Wi-Fi, USB 충전소, 대화형 서비스 권고사항, 지도 등이 업데이트에 포함되었다. 2017년 4월 14일 30번로, 브로드웨이, 36번가, 39번가 역의 개조에 관한 내용을 다룬 "리노베이션의 패키지 2의 상(award for Package 2 of the renovations)"이 스칸스카 USA에게 수여되었다. 이 역은 2018년 7월 2일부터 전면 폐쇄됐다가 예상보다 조금 이른 2019년 1월 24일 재개장했다. 이전에 철거된 브로드웨이 동북쪽 모퉁이와 31번가의 출구가 다시 한 번 추가되어 접근성을 높였다.
2019년, MTA는 2020-2024 캐피탈 프로그램의 일부로 ADA-접근이 되도록 할 것이라 발표했다.

## 역 구조
| P 승강장 | 상대식 승강장, 오른쪽 출입문이 열림 | 상대식 승강장, 오른쪽 출입문이 열림                                                    |
| P 승강장 | 남행 완행                           | ← 86번가-그레이브센드 방면 (36번가) ← 평일 화이트홀 스트리트-사우스 페리 방면 (36번가) |
| P 승강장 | 혼잡 방향 급행                      | ← 정규 운행 없음                                                                       |
| P 승강장 | 북행 완행                           | → (평일 ) 애스토리아-디트마스 블러바드 방면 (30번로) →                                 |
| P 승강장 | 상대식 승강장, 오른쪽 출입문이 열림 |                                                                                        |
| M        | 대합실                              | 출구 방향, 역장실, 메트로카드 자동 발매기                                              |
| G        | 지면층                              | 출구                                                                                   |

이 역에는 2개의 상대식 승강장과 3개의 선로가 있다. 중앙 선로는 영업 운행에는 사용되지 않지만, 2002년까지만 해도 정규 운행을 해왔다. 역에는 트랜사이트(transite)와 나무 대합실이 있는 나무 캐노피가 있지만, 남행 승강장에만 윈드스크린을 가지고 있다. 역에는 대합실에 좁은 교차로가 있어 역에서 승객들이 이동 방향을 바꿀 수 있다.

### 출구
대합실은 30번로역처럼 구성되어 있다. 운임 구역을 벗어나 거리 계단을 통해 브로드웨이와 31번가 구석으로 내려간다. 북행 승강장의 출구 전용 계단은 브로드웨이와 34번로 사이의 31번가 동쪽 편으로 내려간다.